# Sergassi
Sergassi (in sloveno Srgaši) è un insediamento di 173 abitanti del comune sloveno di Capodistria, situato nell'Istria settentrionale.

## Posizione e Storia
Dalla Crosera di Montetoso, accanto alla Via Flavia, una stradina asfaltata scende sulla destra verso la Val Derniga; passa a mezza costa per circa 1 km fra boschetti e coltivazioni ed arriva al paese di Sergassi, nome derivato dal cognome dei Sèrgas, le cui famiglie si insediarono anticamente in questo luogo allora chiamato Ceresiòl, per l'abbondanza dei suoi ciliegi.
Questo è un paese agricolo situato sulle pendici del promontorio che divide il corso del Valderniga dal torrente che gli Sloveni chiamano Derešnjak; è un bel territorio volto a mezzogiorno con cipressi, fichi, olivi, grandi vigneti e canneti. È una piccola comunità di gente dedita al lavoro dei campi anche se oggi la maggior parte dei giovani preferisce la fabbrica alla campagna.
Le case di Sergassi, in arenaria, sono addossate l'una all'altra, con orti fioriti, qualcuna restaurata. Qui termina la strada asfaltata e un sentiero porta a valle per poi salire a Saredo ed alla chiesa di S. Giacomo attraverso le case contadine di Coreiege. Il paese di Sergassi si nota bene nella sua composizione guardandolo, sulla destra, mentre si scende per la Via Flavia che dalla Crosera porta verso il fiume Dragogna.